# 인지 편향
인지 편향(認知偏向, Cognitive bias)은 경험에 의한 비논리적 추론으로 잘못된 판단을 하는 것을 말한다. 인지심리학에서 확증 편향은 정보의 처리 과정에서 일어나는 인지 편향 가운데 하나이다. 사람들은 자신이 원하는 결과를 바라거나 어떤 사건을 접하고 감정이 앞설 때, 그리고 저마다의 신념을 지키고자 할 때 확증 편향을 보인다. 확증 편향은 원하는 정보만 선택적으로 모으거나, 어떤 것을 설명하거나 주장할 때 편향된 방법을 동원한다.
개인들은 입력된 인식으로부터 자신만의 "주체적인 현실"을 창조한다. 객관적인 인식이 아닌 개인이 구성하는 현실은 세상을 바라보는 개인의 행동을 결정지을 수 있다. 때때로 인지편향은 개인의 합리성을 결여시키고, 개인의 지각을 왜곡시킬 수 있으며, 개인이 부정확한 판단을 내리거나, 비논리적인 해석을 겪게 만들 수 있다.
인지 과학, 사회 심리학, 행동 경제학의 분야에서 이뤄진 지난 60년 간의 연구에 따르면, 인간의 판단과 의사결정에 대하여 지속적으로 진화하는 인지편향 목록이 확인되었다. 즉, 인간의 판단과 의사결정 과정에서 어떤 것을 설명하거나 주장할 때, 인지 편향과 같은 편향된 방법을 동원한다는 것이다. 대니얼 카너먼과 트버스키는 인지 편향이 인간이 내리는 주요한 판단 영역에 실제적으로 영향을 미친다고 주장하였다.

## 개요
인지편향의 과학적 이해는 많은 부분 아모스 트버스키와 대니얼 카너먼의 업적을 바탕으로 한다. 그들의 실험에 따라 인간의 판단과 의사결정이 합리적선호이론과 다른 방식으로 이뤄지고 있다는 것이 드러났다. 여기에서 트버스키와 카너먼은 전망이론을 내놓게 된다. 트버스키와 카너먼에 따르면 인지편향의 일부는 발견법을 써서 문제를 해결하려고 하기 때문에 일어난다고 주장했다.
예를 들어, 대표성 휴리스틱(발견법)은 어떤 집합에 속하는 임의의 한 특징이 그 집합의 특성을 대표한다고 간주해 그 빈도와 확률을 판단하는 방법이다. 에이모스 트버스키와 대니얼 카너먼은 이러한 발견법으로 인해 인지 편향이 발생한다고 주장하였다.
"린다 문제(Linda Problem)"는 대표성 휴리스틱과 관련된 사례 중 하나이다. 실험의 참가자들은 린다라는 여성에 대한 정보를 몇가지 제공받았다. 린다는 31세의 독신 여성이며, 매우 머리가 좋고 본인 생각을 뚜렷하게 이야기 하는 성격이다. 그녀는 철학을 전공했으며, 사회정의와 인종차별에 깊이 관여하였고, 반핵 시위에도 참여하였다. 이러한 설명 이후에 린다가 ① '페미니스트'일 확률 ② '은행원'일 확률 ③ '은행원이면서 페미니스트'일 확률을 예측하라고 했더니, 실험 결과 85%의 응답자가 ① > ③ > ②의 순서로 린다의 직업 확률을 예측했다. 응답자들은 린다라는 여성에 대한 정보를 바탕으로 린다를 추론했을 때, 선택지 ②보다는 ①과 ③이 더 "대표적인" 것처럼 생각되거나, 더 "전형적인" 것처럼 생각되었다고 응답하였다. 결과적으로, 응답자들의 예측 결과는 논리적으로 맞지 않다. 응답자들의 이러한 판단은 결합 오류(conjunction fallacy)와 들어 맞는다. 이처럼 대표성 휴리스틱은 사람들의 고정관념을 활성화시켜 부정확한 판단과 같은 논리적 오류를 야기할 수 있다.
게르트 기거렌처와 같은 카너먼과 트버스키에 대한 비판론자들은 휴리스틱이 비이성적인 인지 편향의 한 종류로 인식되어서는 안된다고 반박하였다. 그들은 휴리스틱이 형식 논리나 확률 미적분학과 다른, 별개의 적응적 도구로 인식되어야 한다고 주장했다. 이와 같은 비판론자들의 반박에도 불구하고, "린다 문제" 실험은 심리학 분야를 넘어 의학과 정치학을 포함한 다른 분야로 확장되어, 휴리스틱 및 편향성 연구의 프로그램 중 하나로 자리 잡게 되었다.

## 유형
인지 편향은 여러 차원에서 구분될 수 있다. (보다 자세한 사항은 해당 문서를 참조하십시오.)
- 개인적 차원에서의 인지 편향과 대조되는, 집단 차원에서 발생하는 인지 편향 (예: 집단 극화)
- 선택의 만족도를 판단할 때 발생할 수 있는 인지 편향 (예: 매몰비용 오류)
- 인과관계의 오류
- 일반화의 오류
- 긍정적인 자아 형성을 향한 욕구와, 논리적 충돌을 회피하고자 하는 욕구에서 비롯된 의도적 합리화(Motivated resoning)[1]

다른 인지 편향들은 특정한 방식으로 인지하고, 기억을 형성하며, 판단을 내리는 뇌의 작동 방식에서 기인한다. 이러한 인지 편향들은 서로 다른 감정의 상태를 수반하는 의도적 합리화에 속하므로, 뜨거운 인지(Hot Cognition)와 차가운 인지(Cold Cognition)로 구분되고는 한다. (보다 자세한 사항은 해당 문서를 참조하십시오.)
아래의 네 가지 인지 편향은 차가운 인지 유형에 속한다.
- 확률 무시 (Neglect of probability): 인지 과정이 불명료한 상태에서 결정을 내릴 때, 어떤 사건에 대한 확률을 무시하는 것
- 인지 과정과 결과가 불명료한 상태에서 결정을 내릴 때, 어떤 사건에 대한 확률을 무시하는 행위 (확률 무시 -Neglect of probability-)
- 실질적인 의사 결정과 관련 없는 정보에 영향을 받는 결정이나 판단 행위 (예: 프레임 효과, 구별 편향-distinction bias-)
- 최초로 받아 들여지는 요소에 얽매인 채 사고하는 행위 (예: 선박 효과)

일부 편향은 행위자의 동기를 반영한다. 특히 자기 자신에 대하여 긍정적인 태도를 유지하거나, 긍정적인 자아를 형성하고자 하는 동기에서 기인한다. 많은 인지 편향들은 자기 중심적이고, 자기 주도적인 경향을 띈다. 또한 주체들이 자신이 속한 집단의 안과 밖을 평가하는 방식에서도 인지 편향은 작동된다. (심지어 그 집단이 임의로 설정된 것일지라도, 대부분의 주체들은 다양한 측면에서 자신의 집단 내부가 외부보다 더 낫다고 판단한다.)
일부 인지 편향은 주의 편향에 속하기도 한다. 알코올과 다른 약물에 중독된 사람들은 마약과 관련된 자극에 더 많은 주의를 기울인다는 사실이 연구를 통해 밝혀지기도 했다. 이러한 편향을 측정하기 위한 심리 테스트로 Stroop 실험과 dot probe 실험이 있다.
인지 편향의 특정한 유형에 대한 개인이 보이는 민감도는 Shane Frederick이 개발한 인지 성찰 검사(CRT)를 통해 측정될 수 있다.

### 인지 편향 목록
- 아래 목록은 List of cognitive biases 문서에서 번역되었습니다.

| 이름             | 설명 |  |
| ---------------- | --- |  |
| 기본적 귀인 오류 | 대응 편향으로 불리기도 하는 귀인 편향은, 우리가 타인의 행동을 관찰하고, 설명할 때, 개인의 기본적인 요인들의 역할을 지나치게 강조하는 경향을 뜻한다. 반면에 상황적 요인의 영향은 최소화한다. 기본적 귀인 오류(Fundamental attribution error)는 1967년 Edward E. Jones와 Victor Harris는 실험을 통해 묘사되었다. 이 연구를 통해 개인들이 제 3자를 평가할 때, 상황적 요인들을 고려하지 않는 사례들이 입증되었다. |  |
| 암묵적 편향      | 개인의 특정 자질을 특정 개인이 속한 사회적 그룹의 구성원에게 사전 반영하는 편향을 말한다. |  |
| 점화 효과        | 앞서 접한 정보가 다음에 접하는 정보의 해석과 이해에 영향을 주는 심리 현상을 의미한다. |  |
| 확증 편향        | 개인은 일반적으로 자신이 원하는 바대로 정보를 수용하고 판단하는 경향을 보인다. 자신이 원래 가지고 있는 생각이나 신념을 확인하려 하며, 자신의 의견과 반대되는 정보를 불신하는 경향을 보인다. 확증 편향은 인지 부조화 개념과 관련이 있는데, 개인은 그들의 견해를 뒷받침해주는 정보를 계속해서 탐색하며, 모순적인 부분을 줄여 나간다.                                                                            |  |
| 선호 편향        | 무의식 중에 스스로에게 유리한, 스스로가 선호하는 방향으로 편향되는 경향을 뜻한다. |  |
| 자기 고양적 편견 | 개인은 집단의 성공이 자신으로 인한 것으로 여기는 반면, 실패의 경우 다른 구성원의 탓으로 돌리는 경향을 말한다. 일반적으로 자기 고양적 편견은 공동체 사회에서 실패의 책임을 회피하려는 모습으로 자주 발견된다. |  |
| 신념편향         | 주장의 논리적 강도에 대한 개인의 평가가, 결론의 진실 또는 거짓에 대해 이미 형성되어 있는 개인적인 믿음에 의해 편향되는 경우를 의미한다. |  |
| 프레이밍         | 상황이나 문제를 매우 좁은 시야를 통해 바라볼 때 발생하는 편향을 지칭한다. |  |
| 사후 확신 편향   | 이미 일어난 일에 대해 "나는 원래 모두 알고 있었다." 듯이 말하거나 생각하는 경향을 의미한다. 이러한 편향은 후에 일어날 사건을 이미 예측하고 있었다는 것을 과시하기 위해 사용되고는 한다. |  |
| 인지적 체화      | 신체의 생물학적 상태에 기초하여, 인식, 주의, 의사 결정 및 동기에서 특정한 선택성을 갖는 경향을 의미한다. |  |
| 선박 효과        | 처음 논의가 출발한 지점에 얽매여 그 곳에서 크게 벗어나지 못하는 심리적 현상을 의미한다. 즉, 최초 습득한 정보에 몰입하여, 새로운 정보를 수용하지 않거나, 이를 부분적으로만 수정하는 것에 그치는 행동 특성을 의미한다. 선박 효과는 협상 상황, 의학적 진단 및 사법 선고와 같은 의사 결정 상황에서 발견될 수 있다.                                                                                                |  |
| 현상 유지 편향   | 현상 유지 편향은 현재의 상황이나 현상이 그대로 유지되기를 선호하는 성향에서 발생하는 지각적 편향을 의미한다. 개인은 현재 성립된 행동을 특별한 이득이 주어지지 않는 이상 바꾸지 않으려는 경향을 보인다. 현상 유지 편향은 자동차 보험 혹은 전기 서비스 선택과 같은 다양한 중요한 경제적 결정 상황에 영향을 미치는 것으로 나타난다.                                                                              |  |
| 과신 편향        | 개인은 의사 결정자로서의 자신의 능력을 과대 평가하는 경향이 있다. 과신 편향은 개인이 결정을 내릴 때, 자신의 결정 능력을 과도하게 신뢰하는 경향을 의미한다. |  |

## 실용적 의의
많은 사회 기관들은 합리적인 판단을 하기 위해 개인에게 의존한다.
증권 규제 체제는 대체로 모든 투자자들이 완벽하게 합리적인 사람으로 행동한다고 가정한다. 그러나 사실, 실제 투자자들은 편견, 휴리스틱, 프레임 효과로부터 인지적 한계에 직면하게 된다.
예를 들어, 공정한 배심원 재판은 배심원이 사건의 관련되지 않은 특징들을 무시한 채, 관련 특징들을 적절히 평가하며, 열린 마음으로 다른 가능성을 고려해야 하며, 감정에 호소하는 것과 같은 오류를 범하지 않도록 요구 받는다. 여러 심리적 실험에서 증명된 다양한 편견은, 사람들이 이러한 기대에 부응하지 못할 것이라는 것을 암시한다. 그러나 사람들은, 예측 가능한 체계적이고 방향적인 심리 현상으로 인해 그렇게 하지 못하게 설정된다는 것을 알아야 한다.
인지 편향은 모든 것의 이론의 지속성과, 편견과 같은 사회적 문제와 관련이 있으며, 또한 인지 편향은 대중이 비직관적인, 과학적 지식을 받아들이는 데 방해물로 작용한다.
하지만, 일부 학문 분야에서는, 편견에 대한 연구가 매우 인기가 있다. 예를 들어 '편향'은 널리 퍼지고 잘 연구된 현상이다. 왜냐하면 기업가들의 마음과 마음을 관련시키는 대부분의 결정은 계산적으로 다루기 어렵기 때문이다.
인지 편향은 일상 생활에서 일어나는 색다른 쟁점을 불러 일으킬 수 있다. 한 연구는 인지 편향 중 접근 편견(approach bias)과, 한 사람이 건강에 좋지 않은 패스트 푸드를 먹고자 하는 욕구를 억누르는 억제 통제 사이의 연관성을 보여주었다. 그들은 건강에 좋지 않은 패스트 푸드를 더 많이 먹은 참가자들이 억제 조절을 덜 하고, 접근 편견에 더 많이 의존하는 경향이 있다는 것을 발견했다. 다른 사람들은 또한 인지 편향이 다양한 섭식 장애와 연관될 수 있으며, 사람들이 자신의 신체를 어떻게 인식하고 있는지에 대한 가설을 세웠다.
또한, 인지 편향이 파괴적인 방법으로 사용될 수 있다는 주장도 제기되었다. 어떤 사람들은 그들의 최종 목표에 도달하기 위해, 그리고 다른 사람들을 조종하기 위해 인지 편향과 휴리스틱을 사용한다고 믿는다. 약물 및 기타 의료 치료는 인지 편향에 취약한 다른 사람들이 제품을 사용하도록 설득하기 위해 인지 편향을 이용한다. 많은 사람들은 이러한 인지 편향이 한 사람의 자연스러운 판단이며, 합리적인 의사 결정 과정이라고 생각하게 된다. 그들은 또한 이러한 오해의 소지가 있는 광고를 규제하는 것이 정부의 책임이라고 믿으며, 책임을 전가하는 성향을 띄게 된다.
인지 편향은 부동산 매매 가격과 가치에도 역할을 하는 것으로 보인다. 실험 참가자들에게 주거용 부동산 매물을 보여준 후, 이와 무관한 전혀 다른 두 번째 매물을 보여주었다. 그들은 두 번째 매물의 가치와 매각 가격이 어떻게 될 것으로 생각하는지 말해달라는 요청을 받았다. 그들은 참가자들에게 무관한 매물을 보여주는 것이 그들이 두 번째 매물을 어떻게 평가하느냐에 영향을 미친다는 것을 발견했다.
인지 편향은 물리학 법칙으로도 설명될 수 있다. 미국 노스캐롤라이나대학 수학과 이은 연구원과 조항현 아시아태평양이론물리센터 연구원 팀에 따르면, 우리가 편향적인 사고를 하게 되는 원인은 인간관계망의 연결 구조에 따라 생겨나고, 그 이면에는 물리학적인 법칙이 작용한다고 한다. 즉, 집단 간의 동질성과 대립성, 그리고 다수의 의견과 소수의 의견 비율에 의해 인지 편향 현상이 발생한다는 것이다.

## 인지 편향을 줄이기 위한 전략
인지 편향들은 체계적인 오류를 발생 시키기 때문에, 몇몇의 사람들로부터 보통의 답을 얻는 집단 지성의 기술을 사용하는 것을 보장하기 어렵다. Debiasing은 보상, 부드러운 개입 또는 훈련을 통해 판단과 결정 속에서 편견을 감소 시키는 방법이다. 인지 편향 완화와 인지 편향 수정은 인지 편향이 미치는 영향에 특별히 적용할 수 있는, 특정 편향을 감소 시키는 방법이다. Reference class forecasting은 대니얼 카너먼이 외부 견해라고 부르는 것에 기초하여, 추정과 결정을 체계적으로 약화 시키는 방법이다. 기거렌처, 마티 하셀튼 외 다수의 학자는 인지 편향의 내용과 방향은 "임의적"인 것이 아니라고 진술하였다. 게다가, 인지 편향은 통제할 수 있는 종류의 것이라고 진술하였다. 편향을 감소 시키는 한 가지 기술은 자동 처리와 비교하여 개인이 통제된 처리 과정을 사용하도록 장려함으로써 편견을 줄이는 것을 목표로 한다. 귀인 편향의 감소와 관련하여, 금전적 인센티브와 참가자들에게 그들의 속성들에 대한 책임을 지게 될 것이라고 알리는 것은, 인과관계의 상승과 관련이 있다. 또한 훈련은 인지 편향을 감소 시킬 수 있는 것으로 밝혀졌다. Carey K. Morewedge와 동료들과 완화 전략을 가르치는 교육 비디오와, 디바이딩 게임과 같은 원샷 훈련 개입에 노출된 연구 참가자들의 인지 편향 지수는 3개월 후, 6개의 인지 편향 측정 지표에서 크게 줄어 들었다는 것을 발견했다. (2015)
인지 편향 수정은 건강한 사람의 인지 편향을 수정하는 과정을 말하며, 불안, 우울증, 중독에 대한 심리적 치료의 증가 영역을 가리키는 인지편향 수정 치료법(CMBT)라고 불리기도 한다. CBMT는 약물 치료와 심리 상담이 동반되거나, 이 것들이 동반되지 않는 인지 과정을 수정하는 것을 기반으로 하며, 응용 인지 처리 치료(ACPT)라고도 불린다. 인지 편향 수정은 건강한 개인의 인지 과정을 수정하는 것을 의미할 수 있지만, CBMT는 심각한 우울증, 불안, 중독으로 인한 고통을 덜어주기 위해 인지 과정을 수정하는 증거 기반 심리 치료의 성장 영역이다. CBMT 기법은 임상의 지원 여부에 관계없이 컴퓨터를 통해 제공되는 기술 지원 치료법이다. CBM은 불안의 인지 모델, 인지 신경 과학 및 주의 모델의 증거와 이론을 결합한다. 
강박관념과 강박 장애를 앓고 있는 사람들을 돕기 위해서도 인지 편향 수정이 사용되어 왔다. 이 치료법은 강박관념과 행동을 감소 시킨다는 것을 보여주었다.
약 180여 개의 인지 편향에서, 과학 교육과 관련이 있다고 판단된 29개의 인지 편향들을 선별한 뒤, 과학 교육을 통해 인지 편향을 줄일 수 있을지에 대한 실험이 진행되었다. 과학 교육은 자신의 기대와 실제 결과가 불일치하는 상황에서 현실을 직시할 수 있는 이성적 설명을 통해 인지 편향을 줄일 수 있음이 확인되었다.
강박관념과 강박 장애를 앓고 있는 사람들을 돕기 위해서도 인지 편향 수정이 사용되어 왔다. 이 치료법은 강박관념과 행동을 감소 시킨다는 것을 보여주었다.
인지 편향은 물리학 법칙으로도 설명될 수 있다. 미국 노스캐롤라이나대학 수학과 이은 연구원과 조항현 아시아태평양이론물리센터 연구원 팀에 따르면, 우리가 편향적인 사고를 하게 되는 원인은 인간관계망의 연결 구조에 따라 생겨나고, 그 이면에는 물리학적인 법칙이 작용한다고 한다. 즉, 집단 간의 동질성과 대립성, 그리고 다수의 의견과 소수의 의견 비율에 의해 인지 편향 현상이 발생한다는 것이다.

## 인지 편향의 이론적 원인
편향은 때때로 구별하기 어려운 다양한 과정으로부터 발생한다.
- 제한적 합리성(Bounded rationality) - 합리성의 한계로부터 기인한다.
  - 전망 이론 (Prospect theory)
  - Mental accounting
  - Adaptive bias - 제한된 정보에 기반한, 잘못된 의사 결정에 대한 비용의 편중을 의미한다.
- Attribute substitution - 무의식적으로 더 쉬운 판단으로 대체함으로써 복잡하고 어려운 판단을 수행하는 것을 의미한다.
- 귀인 (Attribution theory)
  - Salience
  - Naïve realism
- 인지 부조화 (Cognitive dissonance)
  - 인상 관리 (Impression management)
  - 자기 인식 이론 (Self-perception theory)
- 휴리스틱
  - 가용성 휴리스틱 (Availability heuristic) - 기억에 의존하여 가능성을 추정하는 것을 의미한다. 이는 생생하거나, 특이하거나, 감정적인 기억 쪽으로 편향되어 있다.
  - 대표성 휴리스틱 (Representativeness heuristic) - 유사성에 기반하여 확률을 판단하는 것을 의미한다.
  - 경험적 휴리스틱 (Affect heuristic) - 위험과 편익의 계산보다는 감정적 반응에 기반한 의사 결정을 말한다.
- 감정과 도덕적 동기
  - 두 요인 정서 이론 (The two-factor theory of emotion)
  - 체세포 마커 가설 (The somatic markers hypothesis)
- 자아 성찰 환상 (Introspection illusion)
- 오역과 통계적 오류: innumeracy
- 사회 영향
- 뇌의 제한된 정보 처리 능력
- 잡음 정보 처리(메모리 저장 및 검색 중 왜곡): 2012년의 Psychological Bulletin 기사에서 8개의 무관해 보이는 편향이 동일한 정보이론 메커니즘에 의해 생성될 수 있음이 밝혀졌다. 이 기사는 객관적 증거(관찰)를 주관적 추정(결정)으로 변환하는 메모리 기반 정보 프로세스의 '잡음 편차'가 회귀적 보수성, 베이지안 보수성, 환상적 상관관계, 환상적 우위성, 과신 효과를 생성할 수 있음을 보여준다.

## 발생 요인
1960년대 행해진 실험 심리학의 실험에서 사람들은 원하는 결과가 있을 때 소망적 사고에 따라 자신의 관찰과 경험을 편향적으로 재 해석하고자 한다는 점을 보였다. 실험 참가자들은 여러 사실에서 어떤 것은 주목하고 어떤 것은 무시하거나 다른 사실을 들어 반박하면서 자신의 편향에 따라 결론을 내렸다. 인지 편향이 일어나는 기본적인 이유는 주어진 정보 자체가 편향되었거나 과학적 방법과 같은 합리적 방법을 이용하지 않았기 때문이지만, 과학자나 법조인 같이 합리적 사고를 훈련 받은 전문가라 할 지라도 종종 인지 편향에 빠지곤 한다.

## 개인차
사람들은 과신, 일시적인 무시, 그리고 편견 사각지대 같은 결정 편향에 대한 민감도에서 일정한 개인 차이를 가지고 있는 것처럼 보인다. 즉, 개인 내에서의 이러한 안정적인 편향 수준은 변화할 수 있다. 훈련 비디오를 시청하고, 디바이징 게임을 한 실험 참가자들은 앵커링, 바이어스 사각지대, 확인 바이어스, 기본 귀인 오류, 투영 바이어스, 대표자 등 각각에서 6가지 인지 편향에 취약할 정도로 즉각 그리고 최대 3개월 후에 둘 다 큰 감소를 보였다. 
인지 편향의 개인 차이는 또한 다양한 수준의 인지 능력과 기능과 관련이 있다. 인지적 편견과 인지 능력 사이의 연관성을 이해하는 데 도움을 주기 위해 인지적 반사 시험(CRT)이 사용되어 왔다. 인지 반사 시험을 사용하여 능력을 이해할 때 결론을 내리지 못한 결과가 있었다. 하지만, 거기에는 상관 관계가 있는 것처럼 보인다. 인지 반사 시험에서 더 높은 점수를 받은 사람들은 더 높은 인지 능력과 합리적인 사고 능력을 가지고 있다. 이는 차례로 인지 편향과 휴리스틱 테스트의 성능을 예측하는 데 도움이 된다. CRT 점수가 높은 사람은 다른 휴리스틱 및 인지 편향 시험과 작업에서 더 정확하게 답할 수 있는 경향이 있다.
나이는 인지적 편견에 민감할 수 있는 능력에 영향을 미치는 또 다른 개인의 차이이다. 노인들은 인지적 편견에 더 민감하고 인지적 유연성이 떨어지는 경향이 있다. 그러나 노인들은 진행 중인 시험 동안 인지적 편견에 대한 민감도를 줄일 수 있었다. 이러한 실험은 젊은 성인들과 노인들 모두 프레임 작업을 완료하도록 했다. 젊은 성인들은 노인들보다 인지 유연성이 더 높았다. 인지 유연성은 기존의 편견을 극복하는 데 도움이 된다.

## 비판
인지편향은 논리적 오류로 분류될 수 있지만, 때때로 인지 편향은 인간이 삶에서 마주하는 문제점의 해결책을 찾거나, 그 지름길을 찾아내는 데 도움을 줄 수 있다.
때때로 인지 편향은 적응성을 발휘한다. 즉, 특정한 상황이나 맥락에 있어서 인지 편향은 보다 효과적인 결과를 낳을 수 있다는 것이다.
또한, 휴리스틱 이론(heuristics)에 명시된 바와 같이, 적시성(timeliness)이 정확성(accuracy)보다 우선시될 때, 인지 편향은 더욱 빠른 결정을 가능하게 한다.
인지편향 이론에 대한 비판은 토론의 양쪽이 상대의 생각이 인간의 본성과 인지편향의 결과라고 주장하는 반면, 그들 자신의 관점은 인지편향 이상이며 문제를 " 극복"하는 올바른 방법이라고 주장하는 사실에서 주로 발견된다. 이 균열은 해당 영역의 합의 부족에서 비롯되는 보다 근본적인 문제와 관련이 있으며, 따라서 모순되는 관점을 검증하는 데 비실수적으로 사용될 수 있는 주장을 만들어낸다.
기거렌처는 인지적 편견과 휴리스틱에 대한 주요 반대자들 중 하나이다. 기거렌처는 인지적 편견이 편견이 아니라 엄지의 법칙, 또는 그가 말하는 것처럼 우리가 실제로 삶에서 정확한 결정을 내리는데 도움을 줄 수 있는 "굿 감정"이라고 믿는다. 그의 견해는 다른 많은 연구원들보다 인지적 편견에 훨씬 더 긍정적인 빛을 비춘다. 많은 사람들은 인지적 편견과 휴리스틱을 비이성적인 결정과 판단 방법으로 본다. 기거렌처는 휴리스틱과 인지적 편견을 사용하는 것이 합리적이고 일상생활에서 결정을 내리는 데 도움이 된다고 주장한다.
인지 편향에 대한 비난 역시 인지 편향에서 기인한 것이라는 새로운 시각도 있다. 인지 편향을 심리학자 기거렌저의 인간이 인지 편향을 활용하고, 대응하는 쪽이 효과적이라는 주장에 입각하여, 인간의 편향적 사고 방식은 인간이 생존을 위해 선택한 결과라고 보는 것이다.

## 같이 보기
- 기능적 고착
- 인지심리학
- 발견법
- 사회심리학